# Robert D. Holmes
Robert Denison Holmes, född 11 maj 1909 i Canisteo, New York, död 6 juni 1976 i Seaside, Oregon, var en amerikansk demokratisk politiker. Han var Oregons guvernör 1957–1959.
Holmes utexaminerades 1932 från University of Oregon. År 1948 blev han invald i Oregons senat med omval 1952.
Holmes efterträdde 1957 Elmo Smith som guvernör och efterträddes 1959 av Mark Hatfield. I sitt installationstal föreslog Holmes ett viceguvernörsämbete för Oregon men förslaget gick inte igenom. Han avled 1976, 67 år gammal.